# 阿木尔林业局
阿木尔林业局隶属于中华人民共和国国家林业和草原局大兴安岭林业集团公司，于1970年建局。经营总面积55.5606万公顷。

## 行政区划
阿木尔林业局下辖以下单位：
长山林场、依林林场、龙河林场、兴安林场、红旗林场、青松林场。